# Reiko Yoshida
Reiko Yoshida (吉田 玲子 Yoshida Reiko?) (Prefectura de Hiroshima, 1967) es una escritora y autora de manga japonesa.

## Trabajos

### TV anime
- Angelic Layer - Guion (eps 6,12,20-21)
- ARIA The ANIMATION- Guion
- ARIA The NATURAL - Guion
- Ballad of a Shinigami - Composición de la serie, Guion (ep 1-6)
- Blood+ - Guion (ep 8, 14, 22, 25, 31, 35,43,47)
- Bomberman Jetters - Guion (ep 17,18,23,27,31,34,&35)
- Boys Over Flowers - Guion
- Canvas2 ~Niji-iro no Sketch~ - Composición de la serie, Guion (ep 1)
- Cutey Honey Flash - Guion (eps 3, 5, 8, 13, 15, 17, 21, 25, 31, 36, 39)
- D.Gray-man - Composición de la serie, Guion
- Deltora Quest - Guion
- Digi-girl Pop! - Guion, Planificaccion de la Serie
- Digimon Adventure 02 - Escenario
- Emma - A Victorian Romance - Guion (ep 6)
- Gad Guard - Guion
- Genshiken - Guion (Ep 2)
- Getbackers - Guion
- Ghost Hunt - Guion
- Hakumei to Mikochi - Guion
- Heike monogatari - Guion
- HeartCatch PreCure! - Composición de la temporada, Guion
- Jing: King of Bandits - Composición de la serie, Guion
- Jyu Oh Sei - Composición de la serie, Guion
- K-On! - Guion
- Kabutomushi Ouji Mushiking - Mori no Tame no Densetsu - Composición de la serie
- Kaikan Phrase - Composición de la serie, Guion
- Kaleido Star - Composición de la serie, Guion
- Kamisama Kazoku - Guion
- Kasumin - Guion
- Kin'iro no Corda - Composición de la serie
- Kobato. - Guion
- Major - Guion
- Maria-sama ga Miteru - Composición de la serie, Guion (eps 1-3, 7, 8, 10, 11),
- Maria-sama ga Miteru ~Haru~ - Guion (eps 5, 7, 8, 12, 13)
- Mizuiro Jidai - Guion
- Mushi-Uta - Composición de la serie
- Ojamajo Doremi serie - Guion
- Peach Girl - Guion
- PoPoLoCrois - Composición de la serie, Guion (eps 1-3,6,12,13,16,21,23,26)
- REC - Composición de la serie, Guion
- Romeo × Juliet - Composición de la serie
- Saint Seiya Omega - Guion
- Saiunkoku Monogatari - Composición de la serie, Guion (ep 4,5)
- School Rumble - Guion
- Scrapped Princess - Composición de la serie, Guion (eps 1,3,4,14,16,19,22)
- Street Fighter Alpha - Guion
- Sugar Sugar Rune - Composición de la serie, Guion
- Tokyo Mew Mew - Historia Original
- Virtua Fighter - Guion
- Yes! Pretty Cure 5 GoGo- Fong Aiko / Cure Desierto
- Yume no Crayon Oukoku - Guion

### OVA
- Kaleido Star: New Wings Extra Stage
- Kaleido Star ~Layla Hamilton Monogatari~
- Kaleido Star: Good dayo! Goood!!
- Kasho no Tsuki
- Maria-sama ga Miteru
- Samurai X: Reflection

### Películas de Anime
- Liz and the blue bird
- Koe no Katachi
- Kimi no Iro
- Neko no Ongaeshi
- K-On!
- Digimon Adventure
- Digimon: Diaboromon Strikes Back
- Digimon: The Golden Digimentals
- Tales of Vesperia ~The First Strike~
- Tamako Love Story